# Mazurki op. 63 (Chopin)
Mazurki op. 63 – cykl trzech miniaturowych utworów muzycznych określonych jako (mazurki), polskiego kompozytora Fryderyka Chopina skomponowanych w 1846 roku, dedykowanych hrabinie Laurze Czosnowskiej, których dziesięciostronicowy pierwodruk ukazał się w październiku 1847 roku, we francuskim wydawnictwie „Brandus et Cie” w Paryżu pod numerem 4742. Pierwszego w historii studyjnego kompletu nagrań mazurków Fryderyka Chopina, a w szczególności tego cyklu dokonał w latach (1938–1939) wybitny polski pianista i wirtuoz Artur Rubinstein.

## Mazurek H-dur op. 63 nr 1
Mazurek Chopina, w tonacji H-dur, napisany w 1846 roku w Nohant-Vic (Francja). Rozpisany w 102 taktach, w metrum 3/4, w tempie wł. Vivace (pol. żwawo). Rękopis mazurka op. 63 nr 1, o wymiarach (22,0 × 28,4) cm zamieszczony na dwóch stronach znajduje się (2019 rok) w Bibliotece Narodowej Francji (fr. Bibliothèque nationale de France) w Paryżu, w Departamencie Muzycznym (fr. Département de la Musique) i ma sygnaturę Ms. 112.  
Początkowy mazurek kompozycji opusu 63, otwarty bardzo rytmicznie, pełny ludowych odniesień, kojarzący się tematycznie z mazurem. W całej notacji jest wiele powtórzeń, z akcentami na drugie i trzecie uderzenie, z prostymi elementami melodycznymi. Mazurek ten emocjonalnie kontrastuje z ciepłem i prostotą.

## Mazurek f-moll op. 63 nr 2
Mazurek Chopina, w tonacji f-moll, napisany w 1846 roku. Rozpisany w 56 taktach, w metrum 3/4, w tempie wł. Lento (pol. powoli). Rękopis (szkic) mazurka op. 63 nr 2, o wymiarach (17,5 × 25,5) cm zamieszczony na jednej stronie znajduje się (2019 rok) w La Croix-en-Touraine we Francji, w zbiorach prywatnych, pani Bernard Tracol-Faure.  
Drugi mazurek w kompozycji op. 63, opatrzony numerem 2, ma charakter melancholijny, kontemplacyjny i nostalgiczny. Mistrzostwo liryki, które można oczekiwać od Chopina, ukazane jest w tym mazurku we frazie z kujawiaka, wraz z subtelnymi niuansami w głosach wewnętrznych. Partia środkowa mazurka przynosi moment ożywienia, próbę wyrwania z sennej aury, która prowadzi do wygaśnięcia melodii w schromatyzowanej, opadającej frazie.

## Mazurek cis-moll op. 63 nr 3
Mazurek Chopina, w tonacji cis-moll, napisany w 1846 roku. Rozpisany w 76 taktach, w metrum 3/4, w tempie wł. Allegretto (pol. ruchliwie). Nie jest obecnie znany rękopis tego mazurka, jak również miejsce jego ewentualnego przechowywania. Prawdopodobnie zaginął, uległ zniszczeniu lub – być może – jest przechowywany u anonimowego kolekcjonera.
Ostatni w zbiorze op. 63, mazurek ma odniesienie do kujawiaka, o powolnym, „śpiewnym” wyrazie. Niewinna, słodko-gorzka, ekspresyjna linia melodyczna, współpracuje z innowacyjnymi elementami kontrapunktycznymi i eksperymentami teksturowymi, tworząc melancholijną, intymną miniaturę. Głosem ściszonym i głębokim przywołany zostaje natomiast motyw jakby zapomnianego mazura. Melodia kujawiaka wraca odmieniona i dopowiadana nostalgicznym echem, które na koniec odzywa się jakby z oddali.